# 京成3400型電力動車組
京成3400型電车是1993年於京成電鐵投入服務的通勤型列车。

## 概要
1990年，京成AE100型投入服務，取代第一代Skyliner用車AE形。此时，AE型的车身已伴隨歲月而老化，但由于行驶里程较短，控制装置等行驶设备的狀態仍然較佳，因此可以继续使用。
有見及此，為配合重用AE型的行驶装置，大荣车辆制造了新的钢制车身相，结合成為通勤型列車3400型。 1993年1月至1995年11月，共建成5列8辆编组列车（40辆），与种车数量相同。从表面上看，它并不是新建的，而是从AE型重新编号为3400型后的修改。

## 車輛概説

### 車身
外觀上與1991年起製造的輕量不銹鋼車3700形基本一樣。

## 腳注
1. 1 2  鉄道ピクトリアル1997年1月臨時増刊号「京成電鉄特集」41頁